# Thanatus hongkong
Thanatus hongkong là một loài nhện trong họ Philodromidae.
Loài này thuộc chi Thanatus. Thanatus hongkong được miêu tả năm 1997 bởi Da-xiang Song, Zhu & Wu.